# Francesco Antognini
Francesco Antognini (* 28. September 1863 in Bellinzona; † 8. Juni 1953 ebenda; heimatberechtigt ebenda) war ein Schweizer Jurist und Politiker (CVP).

## Leben

### Familie
Francesco Antognini war der Sohn des Gutsbesitzers Antonio Antognini und dessen Ehefrau Martina (geb. Bruni). Er war mit Ester († 3. Oktober 1930), der Tochter des Gutsbesitzers Erminio Molo, verheiratet. Sein Sohn war der Politiker Antonio Antognini (1893–1972).

### Werdegang
Francesco Antognini immatrikulierte sich an der Universität Turin und promovierte zum Dr. jur.; er erhielt noch eine Zusatzausbildung in Würzburg und war seit 1892 als Anwalt und Notar tätig.
Als Eigentümer verschiedener landwirtschaftlicher Betriebe hatte er einen grossen Anteil an der Melioration der Magadinoebene, die rund 3.500 ha umfasste und sich auf 14 Gemeinden verteilte.

### Politisches Wirken
Francesco Antognini war für die konservative Partei des Tessins in verschiedenen Ämtern tätig, unter anderem war er von 1896 bis 1903 im Gemeinderat von Bellinzona sowie von 1912 bis 1920 im dortigen Stadtrat. Von 1901 bis 1920 war er Tessiner Grossrat und übte 1914 das Amt des Präsidenten aus und vom 1. Dezember 1919 bis 3. Dezember 1922 war er Nationalrat.

## Mitgliedschaften
Francesco Antognini war Mitglied des Schweizer Piusvereins, der sich für die Bewahrung des Glaubens und der Pflege katholischer Wissenschaft und Kultur in der Schweiz einsetzte.
1897 war er Mitbegründer des Hilfswerks Conferenza di San Vincenzo de' Paoli (siehe Vinzenzgemeinschaft) in Bellinzona und übte 1915 das Amt des Präsidenten aus.
Er war Präsident der Landwirtschaftskammer des Kantons Tessin und von 1919 bis 1946 war er Präsident der Tessiner Sektion des Schweizerischen Katholischen Volksvereins (Unione popolare cattolica svizzera); nach seinem Rücktritt wurde er 1946 zum Ehrenpräsidenten ernannt.